# 김천문화예술회관
김천문화예술회관은 경상북도 김천시 운동장길 3에 있는 문화 예술회관이다. 2000년 4월 15일에 개관하였다.

## 개요
김천문화예술회관은 2000년 경상북도 김천시에 지방 문화예술 발전에 기여하고자 설립되었다. 937석 규모의 대공연장, 192석의 소공연장, 전시실, 연습실 2개, 분장실 8개, 향토자료실, 회의실, 카페테리아 등을 갖추고 있다. 300석 규모의 야외공연장, 분수과 광장도 있다. 공연장 시설을 잘 갖추고 있어 뮤지컬, 연극제 등 다양한 공연과 전시회가 열린다. 시립 국악단, 시립 합창단, 시립 교향악단, 시립 소년소녀 관현악단, 시립 소년소녀 합창단 등 시립 예술단이 2001년 창단되어 소속 단체로 상주하고 있다. 시립 예술단은 김천뿐 아니라 서울, 부산, 대구, 군산 등 전국 각지에서 공연했다. 매년 정기 공연과 송년 음악회를 개최한다. 지역 초등학교 등을 방문해 공연하는 <찾아가는 음악회> 프로그램도 운영하고 있다.

## 연혁
- 1996. 03. 29 김천시문화예술회관 건립 기획단 구성
- 1996. 04. 09 부지확보
- 1997. 01. 31 실시설계(우현건축사무소)
- 1997. 08. 14 공사착공(월드건설)
- 1999. 11. 03 개관준비단 구성
- 2000. 03. 29 준공
- 2000. 03. 30 김천시문화예술회관운영조례 제정
- 2000. 04. 15 개관
- 2000. 08. 31 직제승인(김천시훈령 제67호)